# منتخب باكستان للكرة اللينة للرجال
منتخب باكستان للكرة اللينة للرجال (بالإنجليزية: Pakistan men's national softball team)‏ هو ممثل باكستان الرسمي في المنافسات الدولية في الكرة اللينة .